# Сојузмултфилм
Сојузмултфилм (рус. Союзмультфильм) је филмски студио у Руској Федерацији. Занима се производњом анимационих филмова. Основан 1936. године у Совјетском Савезу по одлуци Јосифа Стаљина, произвео је већину познатијих анимационих филмова из доба совјетске државе.

## Одабрани филмови

### Пунометражни цртани филмови
- 1945 — Изгубљено писмо
- 1947 — Коњић Грбоњић
- 1951 — Ноћ пред Божић
- 1952 — Гримизни цвијет
- 1952 — Сњегурочка
- 1955 — Зачарани дјечак
- 1956 — Дванаест мјесеци
- 1957 — Сњежна краљица
- 1981 — Тајна треће планете
- 2018 — Снежна краљица: Свет огледала

### Кратки цртани филмови и анимиране серије
- 1948 — Цвјетић-полуцвјетић
- 1954 — Златна антилопа
- 1968 — Дете и Карлсон
- 1969 — Бременски музичари (цртани филм)
- 1969 — Вини Пу
- 1969 — Крокодил Гена
- 1969 — Па, чекај!
- 1971 — Чебурашка (цртани филм)
- 1975 — Јеж у магли
- 1976 — Маче по имену Гав
- 1978 — Трoјица из Простоквашина
- 1984 — Повратак блудног папагаја
- 1987 — Авантуре пингвина Лоло
- 2018 — Простоквашино
- 2021 — Па, чекај! Одмор
- 2022 — Умка (цртана серија)

### Играни филмови
- 2023 — Чебурашка (филм)
- 2024 — Бременски музичари (филм)

## Награде
- орден Трудног Црвеног Знамећа (1986) – за заслуге у развоју совјетске филмске уметности[2]
- захвалност Председника Руске Федерације (2021) – за заслуге у развоју отечествене културе и уметности, многогодишњу плодну активност[3]